# 格洛克41手槍
格洛克41（Glock 41）是由奧地利格洛克公司設計及生產的手枪，是格洛克21的比賽型版本，發射.45 ACP口徑手枪子彈，標凖彈匣為13發。

## 歷史
格洛克41在2014年的SHOT Show（美國著名槍展）之中推出，格洛克41在2014年設計，在推出時已經是以第四代版本之姿出現，而且與第四代版本一樣會在套筒上型號位置加上“Gen4”以玆識別。
格洛克41採用了與第四代格洛克17相同的新紋理，握把為凹陷表面和可以更換握把片（分別是中形和大形，亦可以不裝上握把片直接使用），以調整握把尺寸，更適合不同的手形。
格洛克41的套筒內部的復進簧為雙復進簧式設計，大大降低了後坐力和提高了全槍的壽命。亦會有經改進的彈匣設計，以便左右手皆可以直接按下加大化的彈匣卡榫以更換彈匣，亦可以與同口徑舊式彈匣共用，但只可以右手按下彈匣卡榫以更換彈匣。

## 設計
格洛克41是比賽型手槍，裝有改良過的套筒，减轻扳機扣力至2公斤（4.5磅）。格洛克41的套筒下前方設有导轨，可安裝各种戰術配件，其套筒的頂端被打出了一個大孔，用以減少槍口前端的重量，以更好地平衡，此外還有可調整的照門，放大的無彈後定柄，延長的彈匣卡筍。

## 衍生型

### 格洛克41 MOS
格洛克41 MOS（Glock 41 MOS）和格洛克41的主要分別是41 MOS是裝有模塊化光學瞄準鏡系統（英語：Modular Optic System）的改進型，在套筒後方頂部加工出一個平面，並於其上增加了紅點鏡安裝接口，用於安裝體積較小的小型紅點鏡（例如RMR、DeltaPoint），方便快速瞄準目標。格洛克41 MOS在2015年開始生產。

## 資料來源
1. ↑  .   [2014-05-23]. （原始内容存档于2014-12-25）.
2. ↑  .   [2015-02-24]. （原始内容存档于2020-12-25）.

## 外部連結
- （英文）—格洛克官方主頁（页面存档备份，存于）
- （英文）—Modern Firearms—Glock family of handguns （页面存档备份，存于）
- （英文）—The Firearm Blog.com—
  - Glock 41 is .45 ACP, 13 Rounds, MRSP is $775, CONFIRMED （页面存档备份，存于）
  - Glock G41 Gen 4 （页面存档备份，存于）
  - Glock 41 – First Impressions （页面存档备份，存于）
  - 215 yard shot with GLOCK 41 .45 ACP （页面存档备份，存于）
  - Glock MOS – Modular Optic System （页面存档备份，存于）
  - POTD: Glock 41 Nintendo Zapper （页面存档备份，存于）
  - Liberty Cans Cosmic Suppressor （页面存档备份，存于）
- （英文）—The Truth About Guns.com—New from GLOCK: GLOCK 41 Gen 4 （页面存档备份，存于）
- （英文）—Bearing Arms.com—
  - Glock 41 .45 vs. The Super Bowl （页面存档备份，存于）
  - Jerry Miculek: Glock 41 Review （页面存档备份，存于）
  - Sorry, California Glockaholics: No Glock 41 or Glock 42 for you. （页面存档备份，存于）
- （英文）—Guns & Ammo.com—
  - Revealed: Glock 41 & 42 Pistols
  - At the Range: Glock 41 Gen 4 （页面存档备份，存于）
  - Glock Introduces Modular Optic System (MOS) Pistols （页面存档备份，存于）
  - Glock 41 Gen 4. .45 ACP
- （英文）—Gun Digest.com—
  - Video: Sneak Peek at the Glock 41 and 42 （页面存档备份，存于）
  - Glock 41 Review: This Glock Rocks （页面存档备份，存于）
  - Glock MOS Review （页面存档备份，存于）
- （英文）—Handguns Magazine.com—
  - First Look: Glock 41 Gen4 （页面存档备份，存于）
  - Gear Review: Glock 41
- （英文）—Officer.com—
  - Glock Model 41 .45ACP Practical Tactical Pistol （页面存档备份，存于）
  - G41 Gen4 Practical-Tactical .45 Pistol （页面存档备份，存于）
  - Glock 41 Gen4 and 42 Bluegun Replica （页面存档备份，存于）
- （英文）—Tactical-Life.com—
  - Glock 41 Gen4 and Glock 42 — FIRST LOOK | VIDEO （页面存档备份，存于）
  - Glock 41 Gen4 .45 ACP Pistol | Gun Preview （页面存档备份，存于）
  - Glock G42 .380 ACP and G41 Gen4 .45 ACP Pistols – New for 2014 | VIDEO （页面存档备份，存于）
  - Local California Police to Get New Glock 41 Gen4 Guns, Retro Badges （页面存档备份，存于）
  - Galco for Glock 41 Gen4 and Glock 42 （页面存档备份，存于）
  - Combat Handgun’s 25 ‘Can’t Miss’ List For 2014－GLOCK’S NEXT-GEN DEFENDERS （页面存档备份，存于）
  - Polymer Powerhouse: Glock’s G41 Gen4 .45 AUTO （页面存档备份，存于）
  - Top 18 Full-Size Guns From COMBAT HANDGUNS in 2014—GLOCK 41 GEN4 （页面存档备份，存于）
  - Glocks Galore: The Ultimate Glock Buyer’s Guide （页面存档备份，存于）
- （英文）—Personal Defense World.com—
  - FIRST LOOK: New Glock 41 Gen4 and Glock 42 | VIDEO （页面存档备份，存于）
  - GLOCK 41 Gen4 | VIDEO （页面存档备份，存于）
  - 10 New Full Size Handguns for 2014 | Self-Defense, Duty & Competition Pistols （页面存档备份，存于）
  - Next-Gen G41, G30S and G42 | VIDEO （页面存档备份，存于）
  - Glock 41 Brings Better Accuracy, Less Recoil to Gen4 Line | VIDEO （页面存档备份，存于）
  - TRUGLO’s New Brite-Site TFO for GLOCK 41 and 42 Models （页面存档备份，存于）
  - Glock Guardians: The Glock 41 Gen4 and Glock 42 （页面存档备份，存于）
  - 20 Home Defense Handguns To Protect You And Your Family （页面存档备份，存于）
- （英文）—American Rifleman.org—Glock G41 Gen4 Pistol
- （英文）—YouTube上的Video of First Look — Glock 41 Gen 4 .45 ACP
- （简体中文）—D Boy Gun World（GLOCK 41） （页面存档备份，存于）